# نقاشی‌های کارگاه
نقاشی‌های کارگاه یک نقاشی رنگ روغن اثر توماس لو کلر تصویرگر اهل ایالات متحده آمریکا می‌باشد که در سال ۱۸۶۵ میلادی کشیده شده‌است. این نگاره، یک پسر و یک دختر به نام‌های جیمز و پارنل سایدوی را در حالی که مقابل دوربین عکسبرداری در یک کارگاه ژست گرفته‌اند، نمایش می‌دهد. در نگاره، تعدادی نقاشی پرتره و مجسمه نیز دیده می‌شوند. در نقاشی همچنین یک سگ سیاه و سفید در حال ورود به اتاق است.